# Mura Mare
Mura Mare – wieś w Rumunii, w okręgu Marusza, w gminie Gornești. W 2011 roku liczyła 36 mieszkańców.